# Perjési Hilda
Perjési Hilda (Veszprém, 1966. március 2.) magyar színésznő.

## Élete
Édesapja Perjési Géza bárzongorista, édesanyja Gál Hilda tanítónő. Színészi pályáját a Veszprémi Petőfi Színházban kezdte, 1985-ben. 1987-ben Budapesten színművészeti főiskolás lett prózai szakon, a híres Horvai-Kapás páros egyik osztályában, majd a Fővárosi Operettszínházban tovább folytatta tanulmányait operett-musical szakon.
1993-tól Verebes István meghívására a nyíregyházi Móricz Zsigmond Színház tagja volt a következő hat évadban. 1999-től a zalaegerszegi Hevesi Sándor Színház tagja lett, majd 2001-től a Szegedi Nemzeti Színházhoz szerződött. 2007-től ismét a Veszprémi Petőfi Színház társulatához csatlakozott. 2016-ban megvált a veszprémi színháztól, és a Perjés János vezette budai Spirit színházhoz szegődött. A színház társulatának tagja volt 2019-től.
Nyíregyházán,  1995-ben született gyermeke, Marcell.

## Fontosabb színházi szerepei

### Veszprém
- William Shakespeare: Szeget szeggel – Júlia
- Heltai Jenő: Szépek szépe – Manci
- Georges Feydeau: Osztrigás Mici – Clementine

### Nyíregyháza
- Shakespeare: Othello – Desdemona
- Móricz Zsigmond: Sári bíró – Lizi
- Szép Ernő: A vőlegény – Csuszik Kornél
- Ábrahám Pál: Bál a Szavolyban – Dasy
- Örkény István: Pisti a vérzivatarban – Rizi
- Verebes-Társulat: Senki sem tökéletes (Van, aki forrón szereti) – Virág
- Dosztojevszkij: Két férfi az ágy alatt – Glafira

### Zalaegerszeg
- Tamási Áron: Énekes madár – Régina
- Feydeau: A férj vadászni jár – Feleség
- Jerry Bock: Hegedűs a háztetőn – Jente

### Szeged
- Arthur Miller: Salemi boszorkányok – Putnamné
- Peter Shaffer: Equus – Ápolónő
- M. Tremblay: Sógornők – Lisette
- Zsolt Béla: Nemzeti drogéria – Esztike
- Vajda–Fábry: Anconai szerelmesek – Dorina
- Kellér–Horváth – Szenes: A szabin nők elrablása – Irma

### Veszprém
- Antoine de Saint-Exupéry: A kis herceg – Virágok
- Csiky Gergely: Kaviár – Róza
- Szabó Magda: Régimódi történet – Anett
- Eisemann Mihály–Szilágyi László: Én és a kisöcsém – Piroska
- Bulgakov: Molière – Madeleine Béjart
- Ray Cooney: Páratlan páros- Mary Smith[3]

## Filmes munkái, sorozatok, reklámok
- Jóban Rosszban
- Barátok közt
- Reklámfilmek
- Vers mindenkinek MTV5
- A Tanár
- 200 első randi
- Drága örökösök
- Keresztanyu
- Oltári történetek
- Doktor Balaton
- Mellékhatás